# Leszek Kamiński
Pour les articles homonymes, voir Kaminski.
Leszek Kamiński, né le 5 mars 1929, à Varsovie, en Pologne et décédé le 3 octobre 2012, à Varsovie, en Pologne, est un ancien joueur de basket-ball polonais.